# Lindos
 (mai 2024).
Motif : Se concentre sur le passé antique, sans prendre en compte le reste de l'histoire de la ville.
 (décembre 2020).
Si vous disposez d'ouvrages ou d'articles de référence ou si vous connaissez des sites web de qualité traitant du thème abordé ici, merci de compléter l'article en donnant les références utiles à sa vérifiabilité et en les liant à la section « Notes et références ».
Lindos (en grec ancien Λίνδος / Líndos) est une ville et un site archéologique situés sur la côte est de Rhodes.

## Histoire
Mentionnée dans le catalogue des vaisseaux, elle est fondée selon la tradition par les Doriens au XIe siècle av. J.-C. Elle fait partie de l'Hexapole dorienne, qui comprend également les deux cités rhodiennes Ialyssos et Camiros, ainsi que les cités d'Asie mineure Kos, Cnide et Halicarnasse. La cité compte alors deux temples renommés, l'un dédié à Athéna Lindia, l'autre à Héraclès. Son acropole a révélé des inscriptions et des monuments en forme de vaisseaux, dont la forme n'est pas sans évoquer le socle de la Victoire de Samothrace.
Son natif le plus célèbre est Cléobule, l'un des Sept sages.

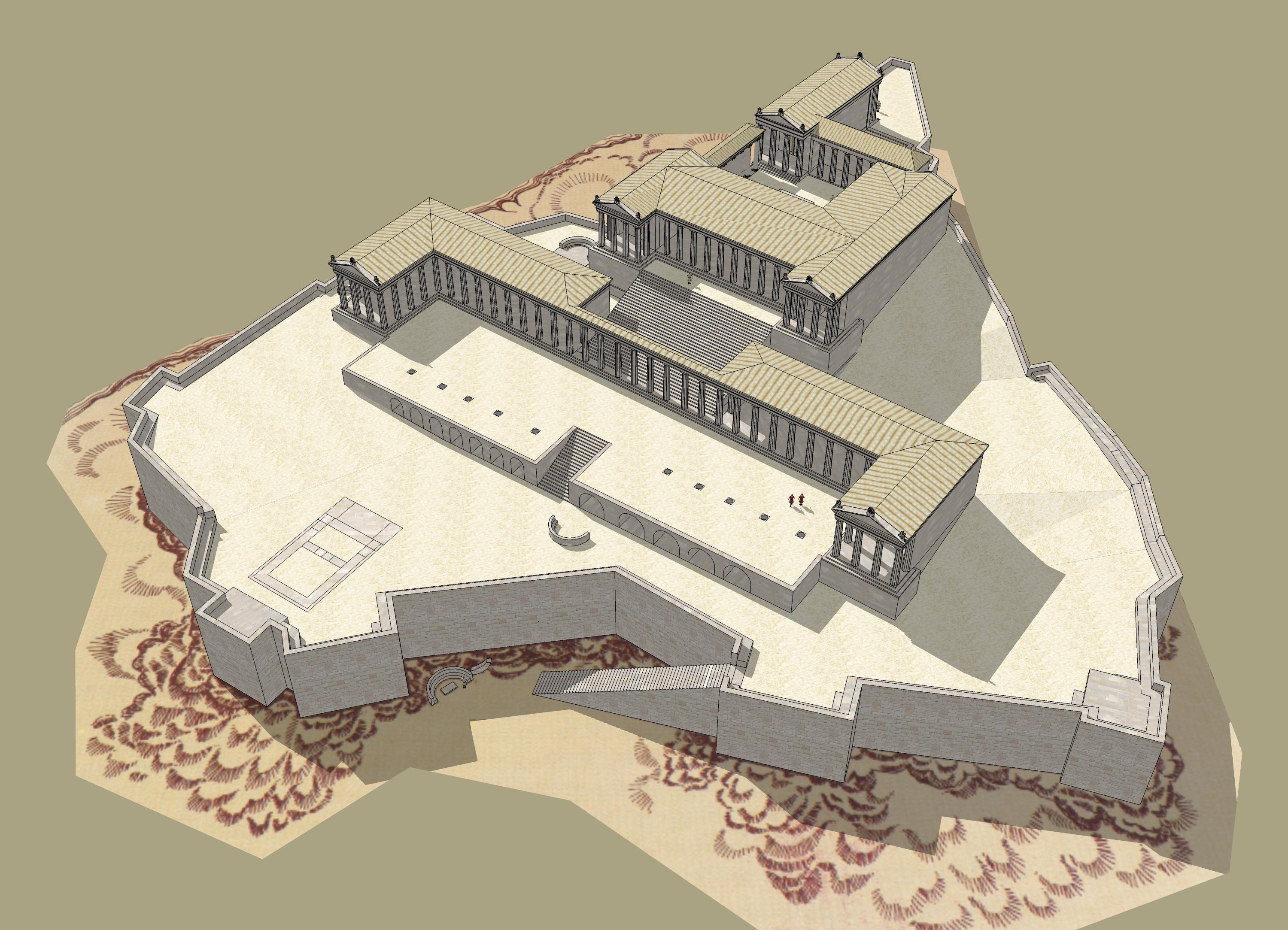
Proposition de restitution de l'acropole de Lindos, avec le temple d'Athéna situé dans le fond.

## Acropole
Le roc de l’Acropole, situé à 116 m de hauteur, a été au fil des siècles le repère principal et le centre de culte de Lindos. Les quelques trouvailles sporadiques témoignent de l'occupation humaine du site déjà à l'époque du néolithique et à l’âge du bronze (IVe millénaire av. J.-C. au IIe millénaire av. J.-C.).
La fondation du sanctuaire d'Athéna Lindia sur l'Acropole est datée de l'époque du IXe siècle av. J.-C. Toutefois, de nombreux chercheurs affirment plutôt qu’un culte existait ici, depuis l'époque mycénienne, d'une divinité préhellénique,  Lindia, qui a été associée à la nature et à la fertilité. Ce point de vue est soutenu également par le mythe de Danaos, qui, avec ses filles, y est venu auprès de la fondation du sanctuaire, à son retour d'Égypte.
Le premier arrangement de l'espace a eu lieu au temps du tyran Cléobule (Kleoboulos), au milieu du VIe siècle av. J.-C. C'est alors que le premier temple de pierre a été construit au plus haut point de l'Acropole, qui était peut-être entourée d'un mur de fortification. Un escalier conduit à l'entrée du temple, qui était entouré d'une enceinte (péribole). Aucun changement majeur à cet arrangement ne semble avoir été fait au cours des deux siècles suivants.

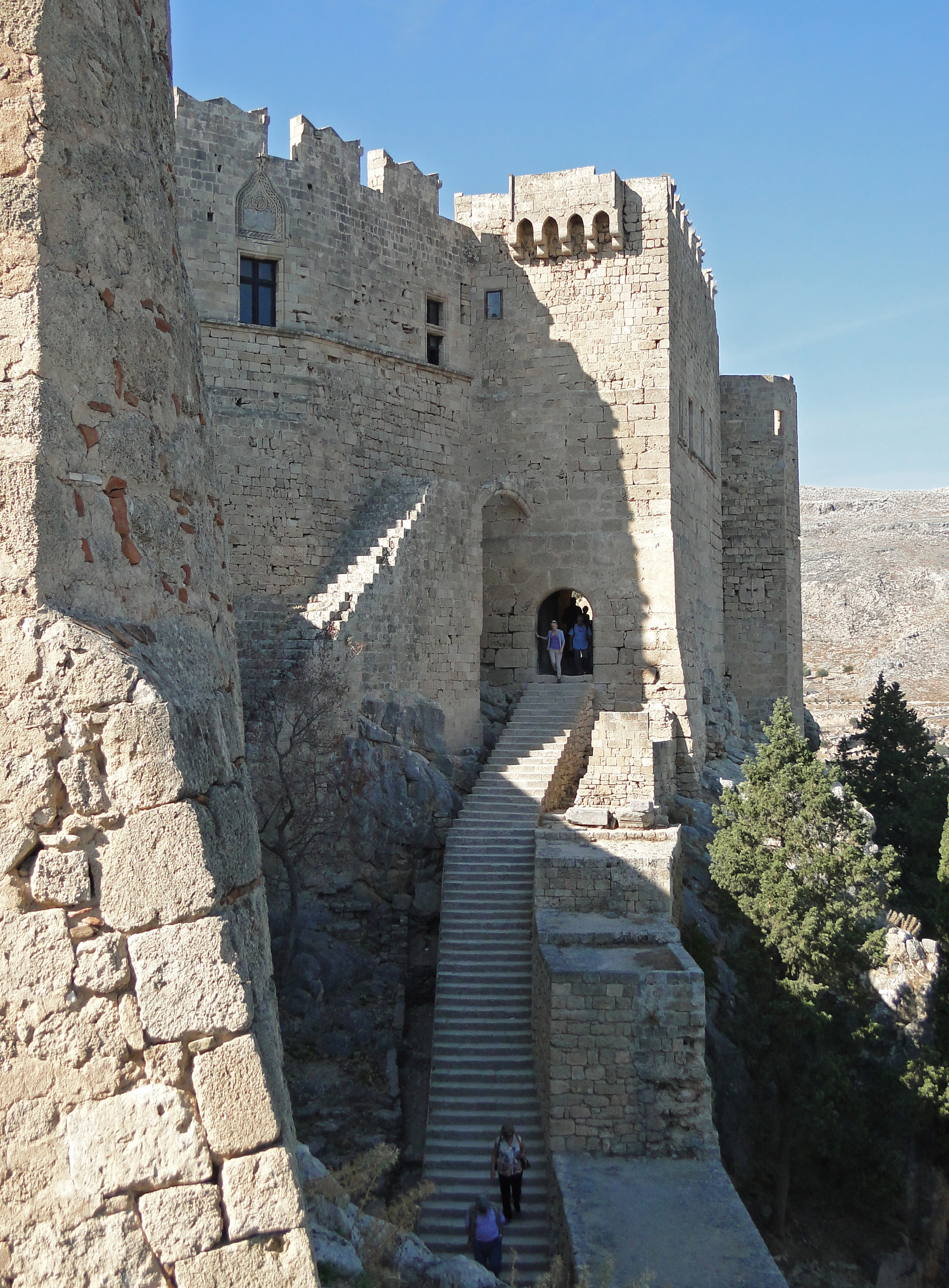
Porte médiévale de l'acropole.

Dans la Chronique de Lindos, il est fait référence à un incendie, daté de 392 av. J.-C., qui a causé des dommages au temple, ce qui nécessita sa reconstruction. Des recherches récentes ont montré que le nouveau temple a été construit autour de 300 av. J.-C. et a été le cadre d'un plan d'ensemble pour le réaménagement monumental du sanctuaire, mis en œuvre pendant la période hellénistique.
Dans la première moitié du IIIe siècle av. J.-C., les propylées et l'escalier monumental menant au temple ont été construits. À la fin du IIIe siècle av. J.-C., le portique de grande forme a été construit. Ces bâtiments ont donné à l'Acropole un aspect théâtral, constituant un modèle pour l'architecture publique à l'époque hellénistique. Plus tard, au Ier siècle av. J.-C., la terrasse du portique a été étendue par la construction d'une série de voûtes et de citernes
L'acropole a continué à être fortifiée à l’époque byzantine, ottomane et médiévale. La résidence du commandant de la garnison byzantine était probablement située ici.
Les Hospitaliers de l'ordre de Saint-Jean de Jérusalem prennent la position en octobre 1307. La construction de la forteresse hospitalière commencée au XIVe siècle a été achevée au XVe siècle, au temps des grands maîtres de l'Ordre Antoni de Fluvià et Pierre d'Aubusson. Le siège du commandement a été construit au sommet du site et son entrée était protégée par un mâchicoulis. Ce siège a probablement été construit par le grand maître Foulques de Villaret, qui a cherché refuge dans la citadelle en 1317, après un conflit interne avec l'Ordre et une tentative d’assassinat contre lui.
Le 30 septembre 1522, la garnison de Lindos remit les clefs de la forteresse aux Turcs ottomans. Une petite garnison turque est restée jusqu'en 1844. Dans la période 1902-1905, la Mission archéologique danoise a mené des fouilles sur l'Acropole, et lors de l'occupation italienne (1913-1947), des interventions de restauration ont été effectuées.

### Exèdre semi-circulaire (IIesiècleav. J.-C.)
L'exèdre votive semi-circulaire (salle de réunion) (repère 1) taillé dans la roche a servi de base pour une statue érigée dans l’alcôve visible au-dessus de son dossier. Dans le même temps il servait de siège confortable où les pèlerins pouvaient se reposer un peu. Sur le front de l'exèdre, sculpté dans la roche, une petite base rectangulaire est prévue pour un autel.
Plus tard, au cours des IIIe et IVe siècles, une inscription a été gravée sur le dos de l'exèdre se référant à Aglochartos, l'un des derniers prêtres d'Athéna Lindia, vantant son activité dans la plantation d'oliviers sur l'acropole.

### Triémiolia (début duIIesiècleav. J.-C.)

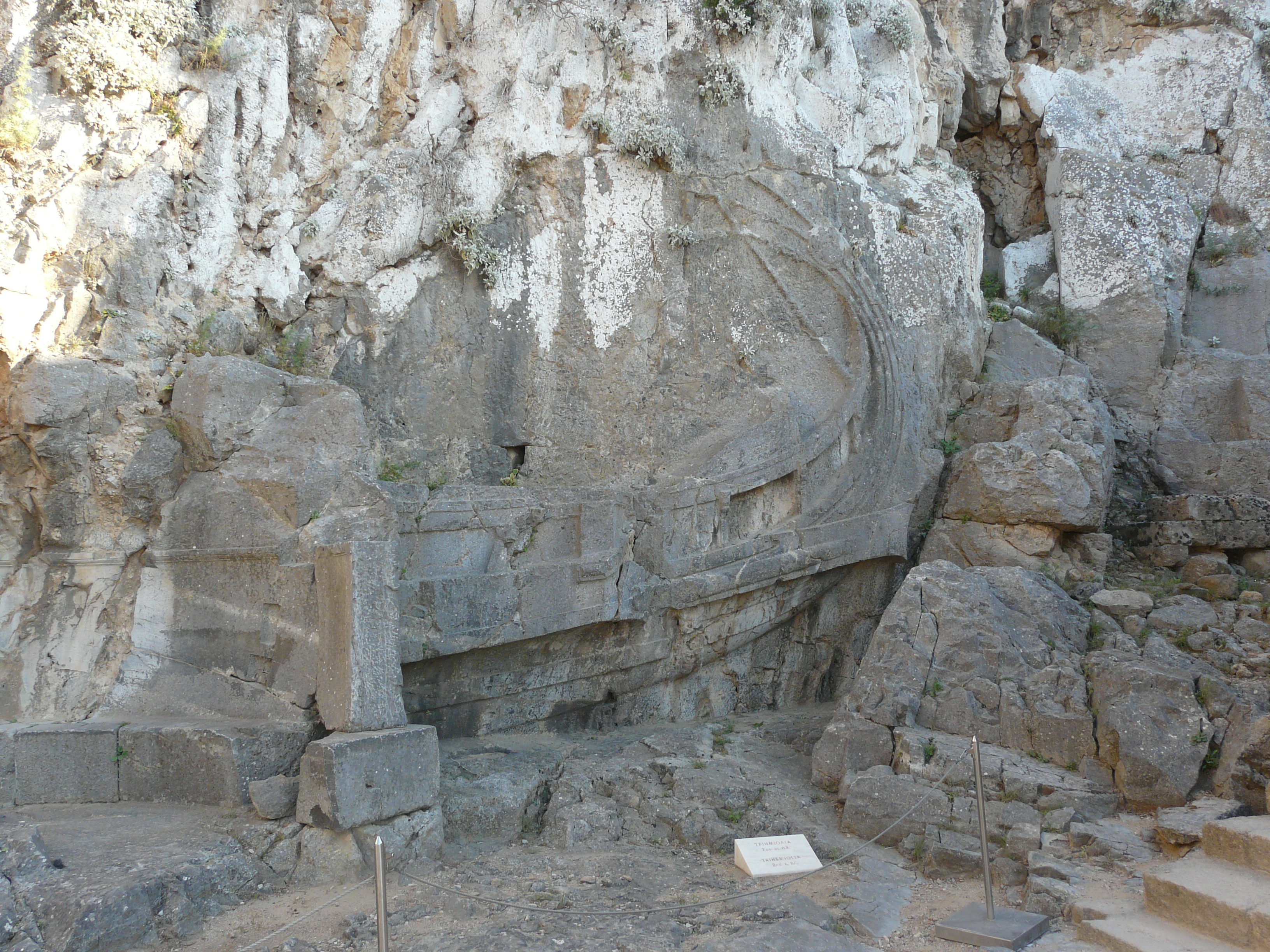
Triémiolia sculptée dans la roche à l'entrée de la Citadelle

Relief de la poupe d'un navire de guerre (triémiolia) (repère 2). Sculpture, exécutée dans la roche même, et se trouvant sur la face sous les murailles, juste au bas de l’escalier menant à la porte d’entrée de la citadelle.
Le relief a servi de base pour une statue de bronze, portrait d’Agésandros (Hagesandros) fils de Mikion, honoré par les habitants de Lindos à l'occasion d'une victoire navale des Rhodiens. La poupe du navire de guerre (triémiolia), qui conserve des traces de pigment rouge, est rendue en détail, avec l’aplustre (aphlaston) à l'extrémité droite et le siège du commandant de bord richement paré, sous la forme d'une aile d'oiseau. Perceptible sur l'arrière de la base, dans un petit temple (naiskos), se trouve un personnage féminin debout avec kalathos  sur la tête. Une rangée de trous est restée sur le rocher en face de l'évidement, dans lesquels étaient fixées les grilles de fer qui protégeaient le monument.
Selon l'inscription sur la coque du navire, le travail a été créé par le fils du renommé Pythokritos sculpteur rhodien, fils de Timocharis (voir Victoire de Samothrace).
Pour les Rhodiens, la préférence dans l’art de représenter les navires est étroitement liée à leur tradition maritime et en leur confiance dans la capacité martiale de leurs navires.

### Colonnes

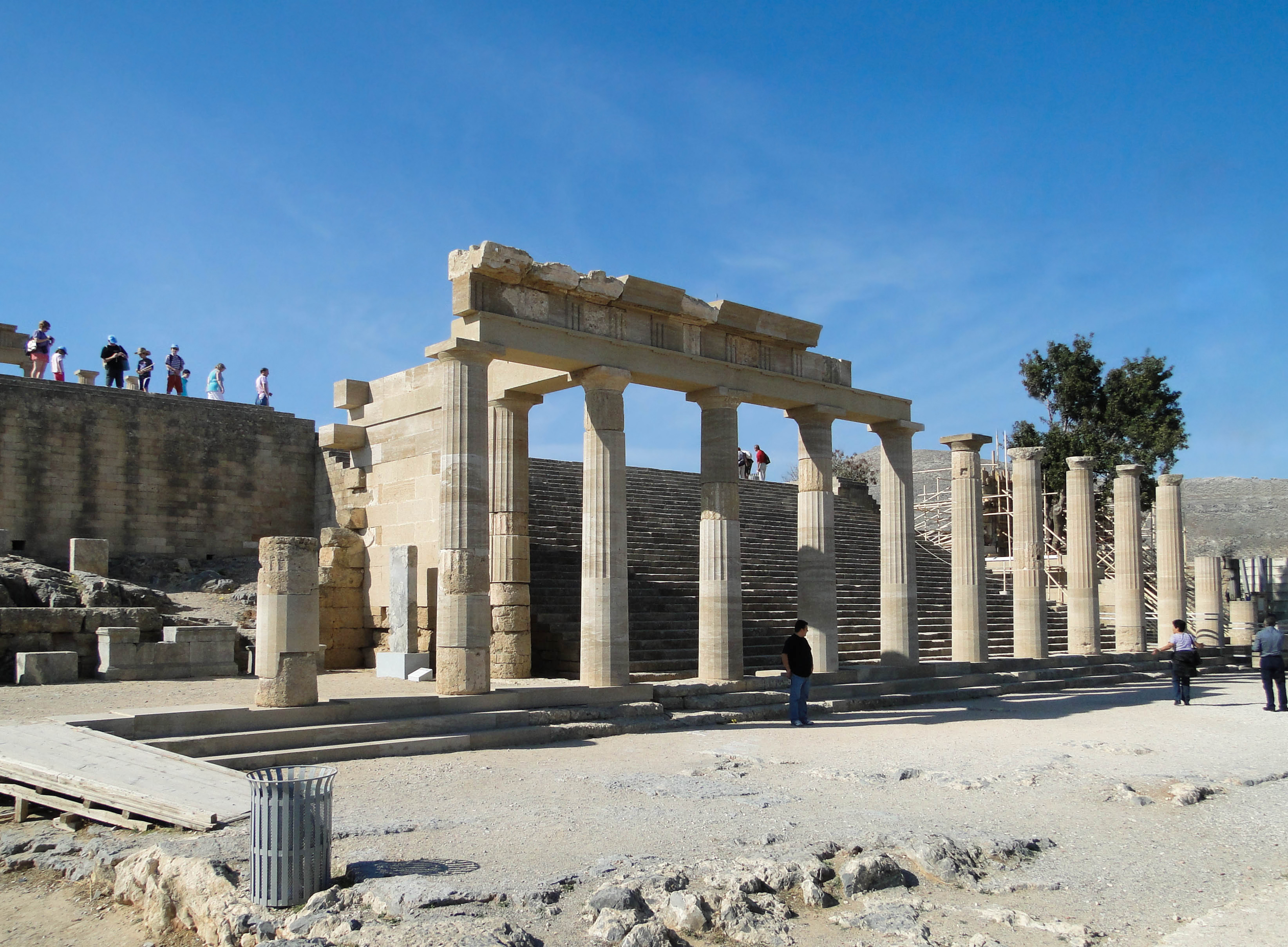
Escalier menant aux propylées

L'unité de la construction, sur environ 98 m de long, a été assurée par la poursuite de l'alignement des colonnes sur le front de l'escalier.
Construit à la fin du IIIe siècle av. J.-C., après le temple et les propylées, la stoa (colonnade) achève le caractère monumental du sanctuaire, dans l'esprit théâtral de l'architecture de l'époque hellénistique.
À la fin du Ier siècle av. J.-C., la terrasse a été étendue en face de la Stoa (colonnade), par la construction de quatorze voûtes (repère 6). Dans le milieu de la terrasse, un escalier, remplaçant le précédent, conduit à la Stoa. Une partie de l'escalier du début est maintenant visible dans la première chapelle côté ouest.
Sous la terrasse, il y a deux complexes de cinq citernes, dans lesquels l'eau de pluie était recueillie à partir des toits de la stoa et les propylées. Leur capacité globale est estimée à 300 mètres cubes. Les têtes de puits des citernes sont visibles aujourd’hui. Les fouilles ont révélé les fondations de la stoa (série de colonnes), des pans de murs et de sept colonnes d’une faible hauteur. Dans les années 1936-1940, 21 des 42 colonnes du portique ont été restaurées (repère 9), les murs ont été partiellement refaits, la terrasse à l'Est et les voûtes ont été reconstruites.
Dans les récentes interventions, 26 colonnes du portique (stoa) ont été restaurées, avec les parties correspondantes de la maçonnerie, de l'entablement et du mur. La distance entre les colonnes est de 1.85m.

### Exèdre Pamphilidas (fin duIIIesiècleav. J.-C.)

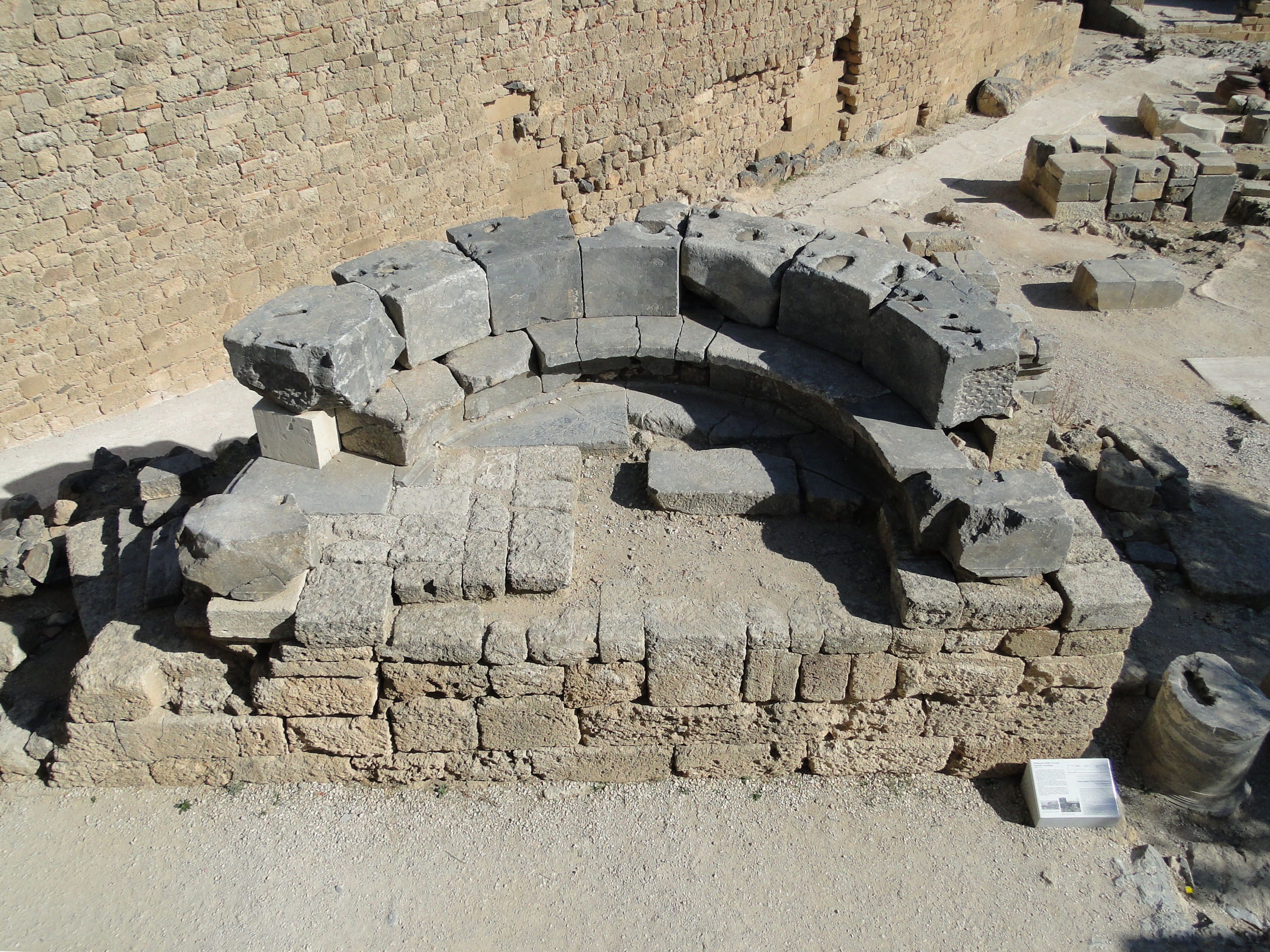
Exèdre votive de Pamphilidas

L’exèdre votive semi-circulaire était un ex-voto du prêtre Pamphilidas (repère 14), fils de Telesarchos, prêtre d'Athéna Lindia et Zeus Polieus en 215 av. J.-C.. La statue de bronze avait été placée au centre du dossier, selon les inscriptions en creux, et flanquée de trois plus petites statues. Les sculptures sont l'œuvre du célèbre artiste Phyles fils de Polygnote de Halicarnasse. Une série de bases avec sa signature atteste des œuvres qu'il a mis en place dans le sanctuaire de Délos, Kamiros, Lindos et la ville de Rhodes.
Au IIe siècle av. J.-C., la statue de son fils et homonyme Pamphilidas a été ajouté à l'Exèdre, un ex-voto créé par le sculpteur rhodien Pythokritos. De nombreuses bases de statues signées par le célèbre sculpteur ont été trouvées dans le sanctuaire de Lindos, sur le territoire de Rhodes et ailleurs.
Plus tard, au Ier siècle av. J.-C., lorsque la famille une fois la richesse et de puissance acquises, plus de statues de ses membres ont été mises en place sur l'Exèdre. Elles ont été sculptées par Plutarchos, fils de Héliodore (sculpteur) (Héliodoros), selon les inscriptions. Plutarchos (Plutarque), de la ville de Apamée en Asie Mineure, est devenu citoyen de Rhodes et a servi comme fonctionnaire chargé des jeux d'athlétisme (agonothetes), trésorier, général (startegos), fonctionnaire qui a présidé à la nomination des jurés par tirage au sort, magistrat des étrangers et prytane.

### Sanctuaire d’Athéna Lindia

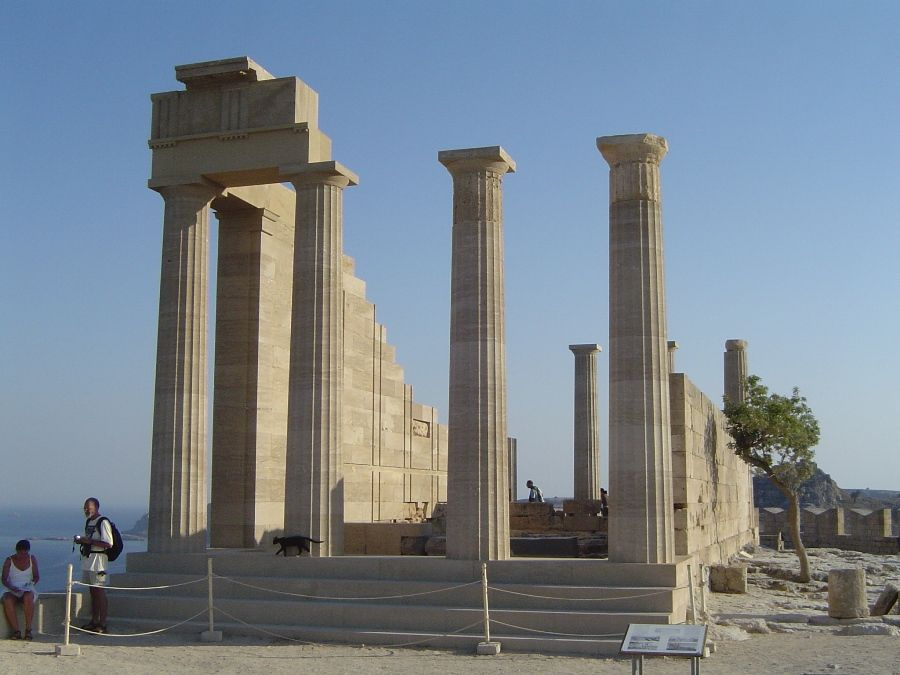
Temple d’Athéna Lindia.

Le sanctuaire d’Athéna Lindia (repère 12) était élevé au point culminant du rocher de l'Acropole.
Le culte d’Athéna a éventuellement remplacé un culte d'une divinité inconnue, dans une grotte sous le temple. La grotte a continué d'être, plus tard, le lieu de culte de la  Vierge Spiliotissa  (Vierge à la grotte).
Des vestiges architecturaux appartiennent à un temple construit à la fin du IVe siècle av. J.-C., (destruction du temple par le feu en 392). Le temple est d'ordre dorique, amphiprostyle avec des dimensions approximatives de 22 × 8 m. constitué d’un pronaos, d’une cella et d’un opisthodome. Des éléments de l’opisthodome ont été préservés, parmi lesquels une grande partie de la paroi ouest et un petit muret à l’est.
Dans la cella, il y avait un parapet bas, derrière lequel se trouvait la table supportant la statue de la déesse. Autour des murs, sont encore visibles des rainures pour des supports en bois et les trous de clous pour tenir les revêtements à l'intérieur du temple.
À côté de la porte était probablement placée la liste des prêtres, inscription comportant 28 noms des prêtres de 406 av. J.-C.
Le temple a été construit avec le grès local (Poros), qui était de stuc, de même que les autres bâtiments de l'Acropole.
Dans la période 1936-1940, les deux colonnades du portique faisant partie des parois latérales du temple ont été achevées. Au cours des dernières interventions de 2000-2005, toutes les restaurations antérieures ont été reprises et remplacées par de nouveaux matériaux de construction, et toutes les erreurs ont été corrigées. La hauteur de la colonne a été recalculée, certains blocs de pierre anciens ont été repositionnés.

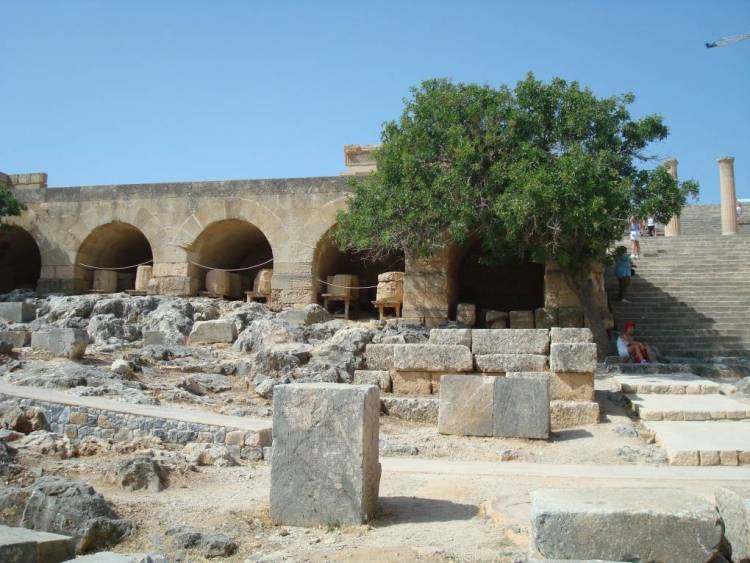
Série de voûtes sous la Stoa.

## Bibliographie

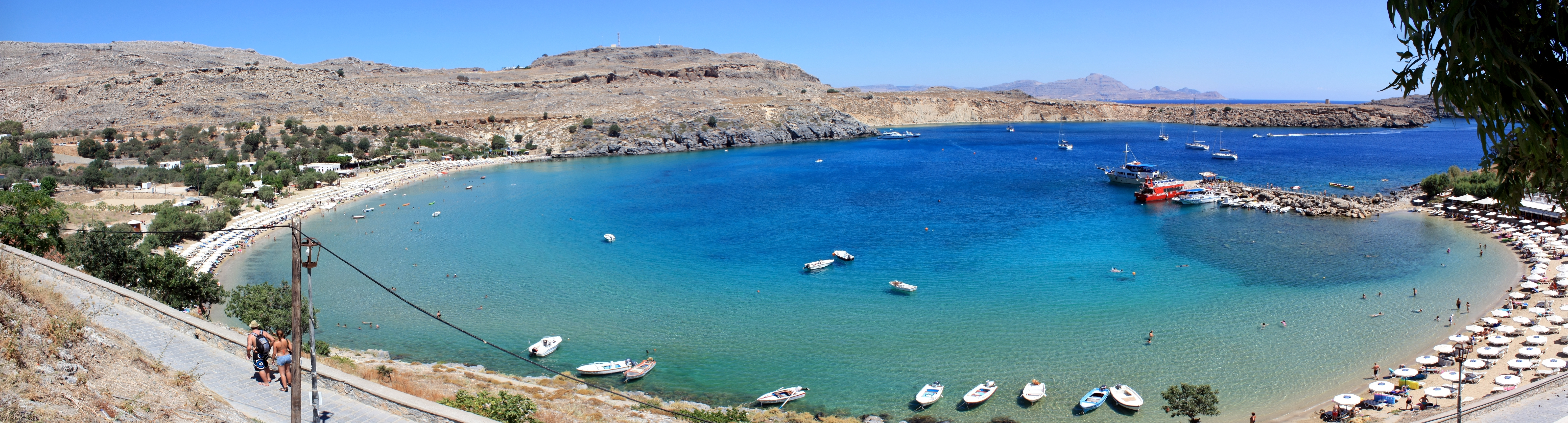
Panorama de la crique de Lindos.